# Cinnamomum walaiwarense
Espèce
Statut de conservation UICN

 CR B1+2c : 
En danger critique
Cinnamomum walaiwarense est une espèce de plantes à fleurs de la famille des Lauraceae.

## Publication originale
- Bulletin of the Botanical Survey of India 25: 119. 1985.